# Heini Hemmi
Heini Hemmi, né le 17 janvier 1949 à Churwalden, est un skieur alpin suisse qui a mis fin à sa carrière sportive à la fin de la saison 1979.

## Palmarès

### Jeux olympiques d'hiver
| Édition / Épreuve | Descente | Slalom géant | Slalom  | Combiné |
| ----------------- | -------- | ------------ | ------- | ------- |
| JO 1976 Innsbruck | —        | Or           | Abandon | —       |

### Championnats du monde
| Édition / Épreuve                    | Descente | Slalom géant | Slalom  | Combiné |
| ------------------------------------ | -------- | ------------ | ------- | ------- |
| Mondiaux 1970 Val Gardena            | —        | -            | 11e     | —       |
| Mondiaux 1974 Saint-Moritz           | —        | -            | Abandon | —       |
| JO 1976 Innsbruck                    | —        | Or           | Abandon | —       |
| Mondiaux 1978 Garmisch-Partenkirchen | —        | 4e           | -       | —       |

### Coupe du monde
- Meilleur résultat au classement général : 7e en 1976-1977
  - Vainqueur de la coupe du monde de géant en 1976-1977
  - 4 victoires : 4 géants
  - 13 podiums

| Saison/Classement | Général | Général | Slalom géant | Slalom géant | Slalom | Slalom |
| Saison/Classement | Class.  | Points  | Class.       | Points       | Class. | Points |
| ----------------- | ------- | ------- | ------------ | ------------ | ------ | ------ |
| 1969-1970         | 27e     | 21      | 16e          | 11           | 22e    | 10     |
| 1970-1971         | 45e     | 3       | -            | -            | 25e    | 3      |
| 1971-1972         | 45e     | 2       | -            | -            | 23e    | 2      |
| 1974-1975         | 17e     | 45      | 6e           | 45           | -      | -      |
| 1975-1976         | 19e     | 41      | 9e           | 39           | 23e    | 2      |
| 1976-1977         | 7e      | 133     | 1er          | 115          | 21e    | 3      |
| 1977-1978         | 8e      | 60      | 4e           | 82           | -      | -      |
| 1978-1979         | 23e     | 60      | 4e           | 86           | -      | -      |

| Saison / Épreuve | Géant                                 | Total |
| ---------------- | ------------------------------------- | ----- |
| 1975-1976        | Mont Sainte-Anne                      | 1     |
| 1976-1977        | Val d'Isère II Ebnat-Kappel Adelboden | 3     |
| Total            | 4                                     | 4     |

### Arlberg-Kandahar
- Meilleur résultat : 15e place dans les slaloms 1974 à Garmisch et 1977 à Sankt Anton